# شيدو ناكامرا
شيدو ناكامُرا (中村獅童 ناكامُرا شيدو) (اسمه الحقيقي ميكيهيرو أوغاوا (小川幹弘 أوغاوا ميكيهيرو)) هو ممثل ياباني ولد في 14 سبتمبر 1972 في طوكيو.

## أدواره في الأنمي

### مسلسلات أنمي تلفزيونية
- ديث نوت - ريوك

### أفلام أنمي
- ون بيس
- وحش

## أدواره في السينما اليابانية
- ديث نوت - ريوك

## روابط خارجية
- شيدو ناكامرا على موقع IMDb (الإنجليزية)
- شيدو ناكامرا على موقع روتن توميتوز (الإنجليزية)
- شيدو ناكامرا على موقع ميوزك برينز (الإنجليزية)
- شيدو ناكامرا على موقع قاعدة بيانات الأفلام السويدية (السويدية)
- شيدو ناكامرا على موقع ديسكوغز (الإنجليزية)
- شيدو ناكامرا على موقع قاعدة بيانات الفيلم (الإنجليزية)